# De Queer Schaakclub
De Queer Schaakclub is een schaakvereniging in Amsterdam. De club werd opgericht in 2022 en is de enige schaakvereniging in Nederland die zich richt op de lhbt-gemeenschap.

## Geschiedenis
De Queer Schaakclub werd in 2022 opgericht door Rens Mors en Erik Kerssen en ging per 1 april van dat jaar van start. De behoefte aan een lhbt-schaakvereniging bestond omdat de bestaande verenigingen te weinig inclusief werden bevonden.
De vereniging komt gemiddeld één keer per maand samen op een zondagmiddag op een locatie in Amsterdam om vrijblijvend een potje te schaken. De Queer Schaakclub heeft geen officiële interne competitie zoals traditionele verenigingen dat wel hebben. Tijdens de middagen speelt een dj en worden veganistische snacks geserveerd.
Tijdens de Prideweek 2024 organiseerde De Queer Schaakclub een schaaktoernooi. Het toernooi werd druk bezocht, ook door schakers van buiten de lhbt-gemeenschap. Zyon Kollen won het toernooi.
In 2024 sloot De Queer Schaakclub zich aan bij de Schaakbond Groot-Amsterdam (SGA) en de Koninklijke Nederlandse Schaakbond (KNSB). De club ging direct meespelen met twee teams in de SGA-competitie.
In november 2024 kondigde de KNSB aan een extra optie toe te voegen in de ledenregistratie wat betreft registratie van het geslacht. Voorheen werd slechts een keuze geboden tussen M (man) en V (vrouw). Daar kwam een derde keuze bij: X, voor personen die zich scharen tot een ander gender dan man of vrouw. De nieuwe mogelijkheid werd geïntroduceerd op instigatie van de Queer Schaakclub.

### Competitie
In het seizoen 2024/25 nam de Queer Schaakclub met twee teams deel aan de SGA-competitie. Het eerste team mocht direct instromen in de Tweede Klasse, terwijl het tweede team moest beginnen in de Vierde Klasse. Beide teams promoveerden. Het seizoen werd bovendien succesvol afgesloten met het behalen van de SGA-cup (Gouden Beker).